# Martín Felipe Castagnet
Martín Felipe María Castagnet (La Plata, 31 de mayo de 1986) es un escritor argentino.

## Carrera
Castagnet nació en La Plata en 1986. Obtuvo un doctorado en literatura en la Universidad Nacional de La Plata. Es editor de la revista bilingüe The Buenos Aires Review y de la revista Orsai. Su primera novela, Los cuerpos del verano, ganó el Premio a la Joven Literatura Latinoamericana Saint-Nazaire MEET y ha sido traducida al inglés (por Frances Riddle), al francés y al hebreo.
En 2017 publicó su segundo libro, Los mantras modernos. Ese mismo año fue incluido en la lista de Bogotá39, que se encarga de resaltar a los autores latinoamericanos menores de 40 años más destacados.
En 2021 fue seleccionado por la revista Granta como uno de los 25 mejores escritores jóvenes en español.